# Dyer (Tennessee)
Dyer è un comune degli Stati Uniti d'America, situato nello Stato del Tennessee, nella Contea di Gibson.